# Pellaea trichophylla
Pellaea trichophylla là một loài thực vật có mạch trong họ Adiantaceae. Loài này được (Baker) Ching miêu tả khoa học đầu tiên năm 1965.